# Mehdi Taremi
Mehdi Taremi (pers. مهدی طارمی; ur. 18 lipca 1992 w Buszehrze) – irański piłkarz, występujący na pozycji napastnika we włoskim klubie Inter Mediolan oraz w reprezentacji Iranu. Uczestnik Mistrzostw Świata 2018 i 2022.

## Kariera piłkarska
Swoją karierę piłkarską Taremi rozpoczynał w juniorskich zespołach klubów z rodzinnego miasta Buszehr, takich jak Bargh Buszehr, Heyat Buszehr i Iranjavan Buszehr. W 2009 awansował do pierwszego zespołu Iranjavanu i wtedy też zadebiutował w nim drugiej lidze irańskiej. W 2010 przeszedł do Shahinu Buszehr. 29 października 2010 zaliczył w nim debiut w Iran Pro League, w przegranym 0:1 wyjazdowym meczu z Fuladem Ahwaz. W Shahinie grał przez dwa lata, a w 2012 wrócił do Iranjavanu, gdzie grał do lata 2014.
Latem 2014 roku został piłkarzem teherańskiego klubu Persepolis FC. W klubie tym swój debiut zaliczył 1 sierpnia 2014 w zremisowanym 1:1 wyjazdowym meczu z Naftem Teheran. W sezonie 2015/2016 wywalczył z Persepolisem wicemistrzostwo Iranu, a w sezonach 2016/2017 i 2017/2018 zostawał z nim mistrzem Iranu. W sezonach 2015/2016 i 2016/2017 zostawał królem strzelców irańskiej ligi.
Zimą 2018 roku przeszedł do katarskiego klubu Al-Gharafa. W nowej drużynie zadebiutował 25 stycznia 2018 w przegranym 0:4 domowym meczu z Al-Sadd. Z zespołem dwukrotnie zdobył Puchar Kataru.
W 2019 roku przeszedł do portugalskiego Rio Ave FC. W Primeira Liga zadebiutował w starciu 23 sierpnia w starciu z CD Aves, w którym strzelił hat-tricka. W tym samym sezonie zdobył, wraz z Pizzim i Carlosem Viníciusem, najwięcej bramek w lidze. 
W sierpniu 2020 podpisał kontrakt z FC Porto. Pierwszego gola zdobył w meczu z Portimonense SC 8 listopada.
W lipcu 2024 roku irański piłkarz opuścił portugalski klub i jego nowym klubem stał się Inter Mediolan.
| Sezon   | Klub              | Kraj       | Rozgrywki          | Mecze | Gole |
| ------- | ----------------- | ---------- | ------------------ | ----- | ---- |
| 2009/10 | Iranjavan Buszehr | Iran       | Azadegan League    | ?     | ?    |
| 2010/11 | Shahin Buszehr    | Iran       | Iran Pro League    | 5     | 1    |
| 2011/12 | Shahin Buszehr    | Iran       | Iran Pro League    | 2     | 0    |
| 2012/13 | Iranjavan Buszehr | Iran       | Azadegan League    | ?     | ?    |
| 2013/14 | Iranjavan Buszehr | Iran       | Azadegan League    | 22    | 12   |
| 2014/15 | Persepolis FC     | Iran       | Iran Pro League    | 26    | 7    |
| 2015/16 | Persepolis FC     | Iran       | Iran Pro League    | 25    | 16   |
| 2016/17 | Persepolis FC     | Iran       | Iran Pro League    | 29    | 18   |
| 2017/18 | Persepolis FC     | Iran       | Iran Pro League    | 7     | 4    |
| 2017/18 | Al-Gharafa        | Katar      | Qatar Stars League | 8     | 5    |
| 2018/19 | Al-Gharafa        | Katar      | Qatar Stars League | 22    | 8    |
| 2019/20 | Rio Ave FC        | Portugalia | Primeira Liga      | 30    | 18   |
| 2020/21 | FC Porto          | Portugalia | Primeira Liga      | 34    | 16   |
| 2021/22 | FC Porto          | Portugalia | Primeira Liga      | 32    | 20   |
| 2022/23 | FC Porto          | Portugalia | Primeira Liga      | 33    | 22   |
| 2023/24 | FC Porto          | Portugalia | Primeira Liga      | 23    | 6    |
| 2024/25 | Inter Mediolan    | Włochy     | Serie A            | 26    | 1    |

## Kariera reprezentacyjna
W reprezentacji Iranu Taremi zadebiutował 11 czerwca 2015 w wygranym 1:0 towarzyskim meczu z Uzbekistanem, rozegranym w Taszkencie. W 2018 powołano go do kadry na Mistrzostwa Świata w Rosji. Wystąpił również na Pucharze Azji 2019, gdzie zdobył 3 bramki. 
| Iran  | Iran  | Iran |
| Rok   | Mecze | Gole |
| ----- | ----- | ---- |
| 2015  | 7     | 5    |
| 2016  | 9     | 2    |
| 2017  | 7     | 3    |
| 2018  | 12    | 3    |
| 2019  | 10    | 7    |
| 2020  | 1     | 1    |
| 2021  | 9     | 4    |
| 2022  | 9     | 5    |
| 2023  | 11    | 12   |
| 2024  | 15    | 8    |
| 2025  | 3     | 3    |
| Razem | 93    | 53   |